# Illa Rastorgúiev
L'illa Rastorgúiev (en rus: остров Расторгуева) és una illa deshabitada que es troba al mar de Kara. Administrativament pertanyen al krai de Krasnoiarsk de la Federació Russa.
És la tercera illa més gran de les illes Kamennie. Es troba a uns 30 quilòmetres de la costa de la península de Taimir. A la costa nord hi sobresurt un cordó litoral. Hi ha dos turons a l'illa, el més alt del qual és el mont Kolomeitsev, nomenat en honor de Nikolai Kolomeitsev.
Els hiverns són llargs i freds i el mar circumdant queda gelat durant uns deu mesos cada any.

## Història
El geòleg rus Eduard von Toll va explorar tota la zona al voltant de l'illa Rastorguyev durant la seva última aventura, l'expedició russa de l'Àrtida del 1900 al 1903. L'illa va rebre el seu nom per Stepan Rastorgúiev, un oficial cosac rus rus que l'acompanyava.